# Ten (canal de televisió)
Ten és un canal de televisió en obert espanyol, pertanyent a Ten Media, i operat juntament amb Mediapro. Va ser llançat el 28 d'abril de 2016.

## Història
Després que el Consell de Ministres d'Espanya atorgués a Grupo Secuoya una de les tres llicències de TDT en definició estàndard, les quals es van adjudicar el 16 d'octubre de 2015 a banda de les altres tres llicències en alta definició, el grup audiovisual va anunciar que llançaria un canal generalista de tall familiar el qual barrejaria producció pròpia i aliena. Aquest seria, al mateix temps, un aparador per a mostrar les creacions de la productora i les seves filials per a exportar-les.
Més tard, es van començar a conèixer detalls com que el canal s'anomenaria, provisionalment, D10, buscaria associar-se amb empreses productores estatunidenques i hispanoamericanes per a la programació importada del canal, Pulsa gestionaria la seva publicitat i el seu horari central arrencaria a les 20:30 hores, entre altres coses.
D'altra banda, el canal va iniciar les seves emissions en proves, mitjançant un bucle, el 24 de desembre de  2015 sota la denominació de 10. Dos mesos més tard, el 18 de febrer de 2016, Raúl Berdonés va anunciar que el canal es denominaria Ten i que iniciaria les seves emissions regulars el 28 d'abril a les 23:59 hores, encara que finalment van començar a les 22:00.
El divendres 11 de març es va estrenar la pàgina web del canal.
El 21 d'abril de 2016, l'operador Movistar Plus+ va incorporar un senyal exclusiu aliè a la TDT amb la qual van començar les emissions no oficials del canal a manera de proves exclusives, com a previ al llançament oficial a les 22:00 del 28 d'abril de 2016 a través del sistema TDT a nivell nacional en obert.
El 28 d'abril de 2016, a les 22:00, va començar les seves emissions amb un vídeo especial que informava dels diferents programes que es disposaven a emetre.
Des de l'abril de 2018, el canal va deixar d'emetre programació original i només va mantenir en la graella els programes Reglas de casa, Reformas en 60 minutos, Casados a ciegas, Durminendo con su enemigo i Niños asesinos amb emissions en bucle, a més de la presència dels programes de vidents i telebotiga.
Sis mesos després, el 30 d'octubre de 2018, es va anunciar que Mediapro passaria a ser el proveïdor de continguts del canal, tot això amb l'objectiu de millorar les seves dades d'audiència.
El 10 de febrer de 2020, Ten va canviar de freqüència d'emissió i es va mudar del multiplex RGE2 (on emeten Clan, Teledeporte i DKISS) al multiplex MPE5 (on emeten Atreseries, Be Mad i Real Madrid TV). Aquest fet es va produir sense previ avís, malgrat que mesos abans van començar les emissions simultànies en les dues freqüències. Això va succeir a més després d'unes setmanes on l'audiència començava a créixer. Cinc dies abans del canvi, el 5 de febrer, va registrar la seva millor dada històrica diària: un 0,8%. Després del canvi de freqüència va perdre la meitat de la seva audiència, passant del 0,6%-0,7% diari al 0,3%-0,4%.
El 21 de desembre de 2020, es va intentar rellançar de nou el canal, estancat entre el 0,4% i el 0,5% d'audiència, i ho van fer estrenant nous capítols de Caso cerrado i començant a les tardes l'emissió de la sèrie Monk. També adquiriren els drets de House, que es va estrenar en el canal el dia de Nadal en prime time. El següent pas va ser no renovar per a l'any 2021 l'emissió del tarot de les matinades ni de la telebotiga de Botopro dels matins, de manera que l'últim dia d'emissió de tots dos va ser el 31 de desembre de 2020. A partir d'aquest dia, l'únic espai "pagat" que es va mantenir en graella va ser Juega con el 8 de la casa d'apostes esportives, poker i casino 888, amb emissió de dijous a diumenge d'1:15 a 2:15 de la matinada.
Al gener de 2021, la cadena va canviar la seva imatge corporativa, amb el nou lema Mucho por ver (Molt per veure), i va anunciar l'emissió de cinema i més sèries. Així mateix, al febrer de 2021, un episodi de <i id="mwTg">Caso cerrado</i> emès per la cadena es va fer viral per les paraules d'Ana María Polo a una testimoni que parlava en anglès, a la qual le Polo li deia "aquí es parla espanyol, això és un programa en espanyol i tu ets colombiana". Arran d'un meme d'aquest episodi de Caso cerrado, el community manager de la cadena va acabar enviantuna sol·licitud a la SVT per a emetre la final del Melodifestivalen, la preselecció sueca d'Eurovisió, cridant l'atenció del públic eurofan. No ho va aconseguir, però mesos més tard, la cadena va aconseguir els drets per a 2022 d'una altra preselecció, en aquest cas d'Estònia, el Eesti Laul. De la mateixa manera, el 8 de juliol de 2021, va anunciar la segona adquisició de drets d'una preselecció d'Eurovisió, en aquest cas, la Uuden Musiikin Kilpailu (UMK) de la radiotelevisió pública finlandesa Yle. Igualment, el 4 de febrer de 2022 es va donar a conèixer també l'emissió d'Una voce per San Marino 2022 i el 24 de febrer, la del Festival da Canção de Portugal. En totes les preseleccions emeses, Luis Mesa i Isaac Urrea van ser els comentaristes.
Al juny de 2024, van canviar les tardes, amb la incorporació de Ni que fuéramos Shhh, programa nacional amb més èxit de la cadena, i que articula la programació vespertina amb Caso cerrado. Al setembre, es van reduir els programes de crims amb l'emissió de programes de reformes en les nits de dilluns a diumenge, amb l'emissió de Nuestro propio castillo i de Reglas de casa.
El dijous 28 de març de 2025, el programa líder de la cadena, Ni que fuéramos Shhh, va finalitzar les seves emissions. No obstant això, la productora, La Osa Producciones Audiovisuales, va seguir al canal amb un altre magazín anomenat Tentáculos, presentat per Carlota Corredera. El magazín va estrenar-se el dimecres 26 de març a la cadena de TDT i va compartir graella amb Ni que fuéramos Shhh, però només durant dues tardes. Aquest programa va ser substituït l'1 de setembre del mateix any per un programa d'iguals característiques anomenat No somos nadie.

## Programació
La cadena emet principalment programes factual, magazins, documentals de crim, court-xou i sèries.

## Imatge corporativa

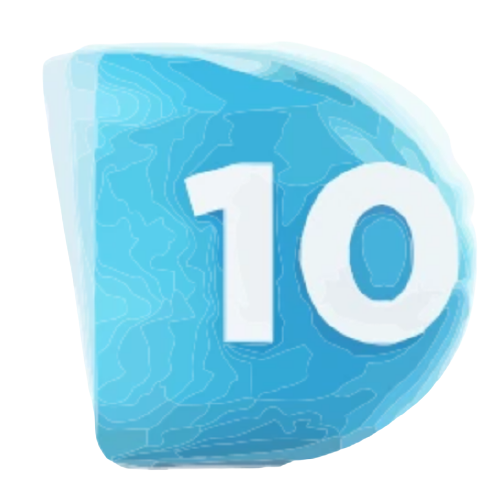
Logo provisional de D10 (2015).
Logo provisional de 10 des de 2015 fins a 2016.
Logo de Ten des de 2016 fins a 2021.
Logo de Ten des de 2021 fins a 2024.
Logo de Ten des de 2024.